# 松本聖二
松本 聖二（まつもと せいじ、1951年11月11日- ）は、日本の実業家。野村不動産ホールディングス株式会社元代表取締役兼副社長執行役員。野村不動産株式会社元顧問・代表取締役兼副社長執行役員。

## 経歴
神奈川県出身。1974年、上智大学経済学部を卒業後、同年4月、野村不動産株式会社に入社。その後、同社大阪支店長兼大阪支店住宅事業部長、取締役、常務取締役、専務取締役を歴任。2004年、野村不動産ホールディングス株式会社取締役に就任。2011年、野村不動産ホールディングス株式会社代表取締役、野村不動産株式会社代表取締役兼副社長執行役員に就任。2012年、野村不動産ホールディングス株式会社代表取締役兼副社長に就任。2014年、野村不動産ホールディングス株式会社代表取締役兼副社長、野村不動産株式会社代表取締役兼副社長から退任。野村不動産株式会社顧問に就任。